# Giulio Acquaviva d'Aragona
Giulio Aquaviva d'Aragona (Nápoles, 1546 - Roma, 21 de julho de 1574) foi um cardeal do século XVI

## Biografia
Nasceu em Nápoles em 1546. Filho de Giangirolamo Acquaviva d'Aragona, 8º duque de Altri, e Margherita Pio di Carpi. Seu sobrenome também está listado apenas como Aquaviva; e como e d'Aragonia. Sobrinho do cardeal Giovanni Vincenzo Acquaviva d'Aragona (1542) e do padre Claudio Acquaviva, SJ, superior geral da Companhia de Jesus. Irmão do Cardeal Ottavio Acquaviva d'Aragona, Sr. (1591) e do Beato Ridolfo Acquaviva, SJ, martirizado nas Índias Orientais em 1583. Tio-avô do Cardeal Ottavio Acquaviva d'Aragona, juvenil (1654). Outros cardeais da família são Francesco Acquaviva d'Aragona (1706); Troiano Acquaviva d'Aragona (1732); e Pasquale Acquaviva d'Aragona (1770).
Foi para Roma em 1566. Referendário dos Tribunais da Assinatura Apostólica da Justiça e da Graça. Enviado à Espanha pelo Papa Pio V para induzir o Rei Felipe II a preservar a imunidade e jurisdição eclesiástica atacada pelos ministros da cidade de Milão que estavam causando graves transtornos ao Cardeal Carlo Borromeo, arcebispo da cidade; cumpriu sua missão com muito sucesso, ganhando a satisfação e gratidão do papa..
Criado cardeal diácono no consistório de 17 de maio de 1570; recebeu o gorro vermelho e a diaconia de S. Teodoro, em 9 de junho de 1570. Auxiliou o Papa Pio V em seu leito de morte. Participou do conclave de 1572, que elegeu o Papa Gregório XIII..
Morreu em Roma em 21 de julho de 1574. Enterrado na basílica patriarcal de Latrão. Seu monumento foi erguido entre as duas últimas capelas do lado esquerdo da basílica, por seu tio Matteo Acquaviva, arcebispo de Cosenza.